# Dillinger (film 1973)
Dillinger è un film del 1973 scritto e diretto da John Milius, all'esordio nella regia, sul gangster degli anni della Grande depressione John Dillinger e sull'agente FBI che gli diede la caccia, Melvin Purvis, interpretati rispettivamente da Warren Oates e Ben Johnson.

## Trama
Negli USA durante la grande depressione, diversi fuorilegge divennero eroi popolari a causa della diffidenza pubblica sulle istituzioni finanziarie e sulla legge. A seguito del massacro di Kansas City, nel giugno del 1933, in cui quattro agenti di polizia vennero uccisi in pieno giorno, il capo dell'ufficio dell'FBI Melvin Purvis decide di dar la caccia personalmente agli uomini che ritiene responsabili: Pretty Boy Floyd, Baby Face Nelson, Machine Gun Kelly, Jack Klutas, Wilbur Underhill e John Dillinger. Durante un incontro con l'agente dell'FBI Samuel Cowley, Purvis chiarisce che cerca una vendetta personale e che è disposto ad usare misure extralegali se necessario. Dillinger è nel bel mezzo della sua carriera criminale, accompagnato da Homer Van Meter, Harry Pierpont, Charles Mackley e altri ed è molto fiero dei suoi exploit. Conosce Billie Frechette in un bar che lo prende in simpatia e pur rimanendo sconvolta dalla sua rudezza criminale, diviene la sua amante, accompagnando lui e la sua banda nelle loro sanguinose scorribande. Durante una rapina a Chicago, la banda viene intercettata ad un posto di blocco, ne segue una cruenta sparatoria in cui cadono sia agenti di polizia che banditi.
Intanto Purvis ha iniziato la sua personale caccia ai gangster ed in un'azione egli uccide Underhill e Klutas e cattura Kelly. Tuttavia non è in grado di agire contro Dillinger e gli altri della sua banda, perché questi non hanno ancora violato le leggi federali. Mentre era in Arizona con il resto della banda, Dillinger viene catturato dalle autorità locali e portato a Crowne Point nell'Indiana. Imprigionato, con uno stratagemma (una pistola finta scolpita nel sapone), riesce ad ingannare le guardie e a fuggire portando con lui un compagno di prigionia, Reed Youngblood, alla guida di un'auto con cui si reca oltre il confine di stato, commettendo quindi un crimine federale poiché  il furto d'auto è considerato tale dalla legge). Raggiunge poi la sua banda, compresi i nuovi membri Nelson e Floyd. Inizia quindi una serie di rapine tra lo sconcerto di Purvis, arrabbiato e irritato per il modo con cui i media romanticizzano le loro azioni. Dopo una rapina in banca a Mason City in Iowa, con una violenta sparatoria che termina con la morte di Youngblood e al ferimento di un altro membro.
La banda si rifugia a Little Bohemia a Wisconsin e Purvis conduce una squadra di agenti dell'FBI in un raid che costa la vita a numerosi agenti, ma Pierpont, Nelson, Van Meter e Floyd vengono tutti intercettati dagli agenti federali e sommariamente uccisi, ma Dillinger riesce a fuggire. Mentre questi si nasconde a Chicago, fa la conoscenza della proprietaria di un bordello, Anna Sage. Purvis, intuendo l'opportunità di catturare finalmente il bandito, offre la sua protezione a Sage e le promette che non sarà deportata in Romania (suo Stato natale) a causa dei suoi crimini, se questa lo aiuterà nella cattura di Dillinger. Mentre Dillinger si trova in un teatro, Purvis e i suoi uomini prendono posizione. Quando Dillinger e Sage escono dal teatro Purvis spara al gangster uccidendolo. Nell'epilogo finale si apprende che Sage viene deportata in Romania nonostante la promessa di Purvis, quest'ultimo finirà poi per suicidarsi dopo essersi dimesso dall'FBI, Frechette morirà senza soldi e le foto di Dillinger sono ora utilizzate dall'FBI per le loro esercitazioni di tiro.